# Culex kinabaluensis
Culex kinabaluensis är en tvåvingeart som beskrevs av Sirivanakarn 1976. Culex kinabaluensis ingår i släktet Culex och familjen stickmyggor. Inga underarter finns listade i Catalogue of Life.